# Flabellospora amphibia
Flabellospora amphibia är en svampart som först beskrevs av I.P. Price & P.H.B. Talbot, och fick sitt nu gällande namn av Descals 1982. Flabellospora amphibia ingår i släktet Flabellospora, divisionen sporsäcksvampar och riket svampar.   Inga underarter finns listade i Catalogue of Life.